# Кармаркар, Нарендра
Нарендра Кармаркар (англ. Narendra Karmarkar; род. 1957) — индийский и американский математик, разработавший алгоритм, ставший известным под его именем (алгоритм Кармаркара).

## Биография
Родился в Гвалиоре в семье маратхи. Получил диплом бакалавра электротехники Индийского технического института Бомбея в 1978 году, магистра наук в Калифорнийском технологическом институте и доктора философии в области информатики в Калифорнийском университете в Беркли.
В 1984 году, когда работал в Bell Labs в Нью-Джерси, опубликовал полиноминальный алгоритм, ставший важным результатом для линейного программирования и впоследствии названный его именем.
Был профессором Института фундаментальных исследований Тата в Мумбаи. С 2008 года и по настоящее время работает над новой архитектурой для суперкомпьютеров.

## Награды
За разработку алгоритма большое количество наград и премий, среди них:
- Премия Канеллакиса (ACM, 2000);
- Премия Раманунджана (Азиатский институт информатики, 1989);
- Премия Фалкерсона по дискретной математике (AMS и MPS, 1988);
- Международная премия для молодых учёных имени Маркони (1985);
- Премия Фредерика Ланчестера[англ.] (Американское общество исследования операций, 1984);